# Sylvie Laliberté
Pour les articles homonymes, voir Laliberté.
Sylvie Laliberté, née en 1959 à Montréal, est une artiste québécoise vivant à Montréal.

## Biographie
Polyvalente, elle a créé des vidéos, des photographies, des gravures, des dessins et des chansons. En 2006, elle est surtout connue pour son œuvre musicale. En tant que musicienne, elle propose des chansons naïves.
En 2013, au moment où sa mère est atteinte d'Alzheimer, Sylvie Laliberté écrit le livre Quand j'étais italienne, qui fait un retour sur son histoire familiale. Durant une période de l'histoire canadienne où les Italiens sont suspectés d'appartenir à des groupes fascistes, son grand-père, Pardo Malatesta, fait partie des Canadiens d'origine italienne arrêtés et détenus au camp de Petawawa, en Ontario, entre 1940 et 1943. À sa libération, il signe une promesse de silence, que respectent son épouse et leurs enfants durant des décennies. En signant ce court récit, qui comporte des photographies de famille, elle brise le silence, résiste à l'effacement du récit familial d'immigration et éclaire une facette méconnue de l'histoire du Canada.
Elle est récipiendaire de plusieurs prix dans le domaine des arts visuels.

## Œuvres

### Vidéos
- 1997 : Oh la la du narratif (court métrage)

### Chansons
- 2002 : Dites-le avec des mots
- 2006 : Ça s’appelle la vie

## Ouvrages
- Je suis formidable mais cela ne dure jamais très longtemps, Montréal, Les 400 coups, 2007, 136 p.  (ISBN 978-2-895403-33-3)
- Sylvie Laliberté, Quand j'étais italienne, Montréal, Somme Toute, 2013, 93 p. (ISBN 978-2-924283-01-1, lire en ligne)
- Sylvie Laliberté, Je ne tiens qu'à un fil mais c'est un très bon fil, Montréal, Somme Toute, 2015, 152 p. (ISBN 978-2-924606-00-1)
- Jʼai montré toutes mes pattes blanches je nʼen ai plus, Somme toute, 2021

## Distinctions
- Rendez-vous du Cinéma québécois 1997 : Prix de l'Association québécoise des critiques de cinéma (AQCC) du meilleur court métrage pour Oh la la du narratif[4]
- 1999 : Prix Louis-Comtois de la Ville de Montréal et de l'Association des galeries d'art contemporain
- Finaliste Prix du Gouverneur général : romans et nouvelles de langue française 2021[5] pour Jʼai montré toutes mes pattes blanches je nʼen ai plus

## Musées et collections publiques
- Cinémathèque québécoise
- MacKenzie Art Gallery
- Musée d'art contemporain de Montréal[6]
- Musée des beaux-arts de Montréal
- Musée des beaux-arts du Canada
- Musée national des beaux-arts du Québec[7]
- Musée régional de Rimouski